# Вишерский канал
Ви́шерский канал — канал в Новгородском районе Новгородской области России. Входит в состав Вышневолоцкой водной системы.
Служил для спрямления пути из реки Мсты в реку Вишеру, впадающую в правый рукав Волхова — Малый Волховец, минуя озеро Ильмень.

## История
Построен в 1826—1836 годах на замену более раннему мелководному Сиверсову каналу, который из-за неудачной трассировки почти сразу же начал заболачиваться. Вскоре после постройки, уже в 1840 году начались работы по исправлению канала, в которых принимал участие А. И. Штукенберг.

## География

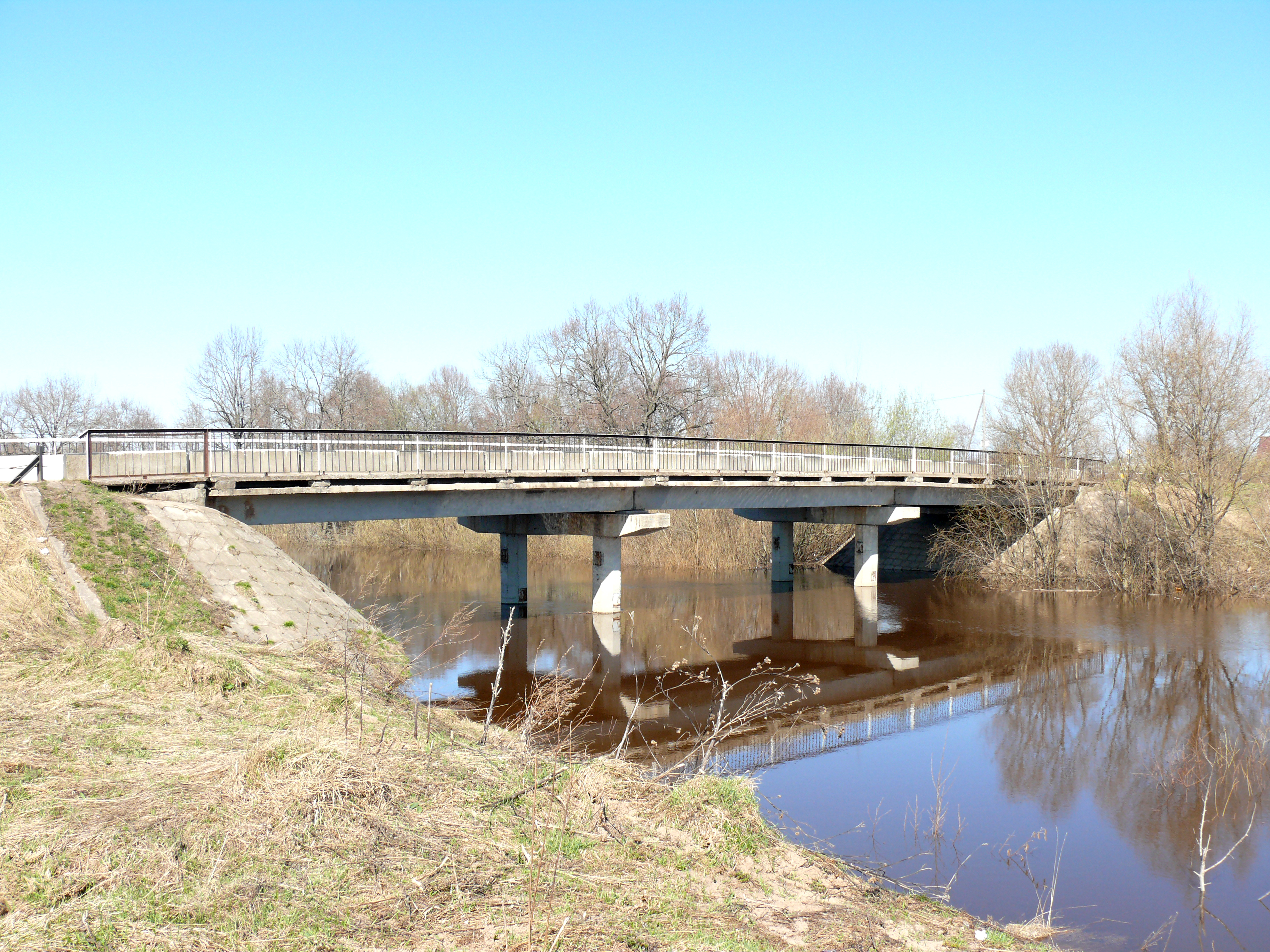
Мост через Вишерский канал в деревне Савино

Начинается на 27-м км (от устья) реки Мсты у деревни Боры, а заканчивается в деревне Савино на реке Вишера.
Длина канала составляет 16 км. Левый берег канала примыкает на протяжении 14 км к старому участку федеральной автомагистрали «Россия» (М10, E 105 Москва — Санкт-Петербург).
На берегу Вишерского канала находится деревня Мшага. В настоящее время канал для судоходства не используется.